# Alter ego
Alter ego (iz latinskog, drugi "ja") opisuje drugu osobu ili identitet jedne osobe. U disocijativnom poremećaju ličnosti alter-ego je naziv za drugu osobu (drugačijih osobina ili drugih psihičkih obilježja) koja se povremeno javlja u tijelu bolesnika i ostaje određeno vrijeme. Alter-ego ne djeluje paralelno s osobom čije to tijelo jest, nego se gubi svijest bolesnika i javlja se svijest alter-ega. Isto je i u obrnutom slučaju: gubi se svijest alter-ega i javlja se bolesnikova svijest. 

### Podrijetlo
Ime potječe od rimskog političara i filozofa Cicerona. U dijelu "Laelius de Amicitia" je napisao ...verus amicus [...] est [...] tamquam alter idem.(pravi prijatelj je poput drugog samog sebe). Njegovu izvornu formulaciju preoblikovao je Seneka, i od tada se u koristi sada uobičajenoj formi "alter ego". U mnogim jezicima pojam je postao floskula.

### Razni značaji
Izraz može opisivati snažan odnos između dvoje ljudi, kada osoba posjeduje osobito jaku identifikacijsku funkciju na drugu osobu.
U psihologiji, može opisivati "drugi identitet" iste osobe.
Najpoznatiji primjeri iz literature su primjerice "Dr. Jekyll i gospodin Hyde", Batman, Hulk, Superman ili Spiderman.